# Testo sacro
I testi sacri (o sacre scritture) sono dei documenti o delle opere letterarie ritenute sacre dalle religioni e movimenti spirituali.

## Storia
Storicamente i testi sacri hanno assunto caratteri vari, ma la mitologia fondamentale riguarda per lo più l'origine del mondo (cosmogonia), quella dell'uomo o di un suo capostipite mitico e divinizzato. Un altro tipo di libri sacri riguarda i riti e i cerimoniali, un terzo le regole o le leggi divine. Malgrado le antiche civiltà abbiano prodotto testi manoscritti per molti secoli, la prima scrittura stampata per un'ampia diffusione è stata il Sutra del Diamante, un testo buddhista di origine indiana, stampato in Cina nell'anno 868.
La religione dell'antica Grecia classica fondandosi sui culti cittadini, non possedeva un testo sacro vero e proprio, ma erano considerati particolarmente autorevoli i poemi mitologici omerici e di Esiodo accanto ai quali si ponevano anche riti e culti misterici. A partire da Platone, tuttavia, la religione greca accoglie al suo interno la riflessione teologica dei filosofi mutando la propria prospettiva.

## Caratteristiche
Sono ritenute interamente divini o parzialmente ispirati in origine, in alcune religioni i fedeli usano titoli come Parola di Dio per indicare le sacre scritture, in altre, come nel Buddhismo, questi scritti spesso iniziano con l'invocazione  "Così ho udito" (sanscrito: एवं मया श्रुतम् Evam mayā śrutam) indicando con ciò che tale opera è ritenuta diretto insegnamento del Buddha Śākyamuni. Anche i non credenti spesso scrivono in maiuscolo i nomi delle sacre scritture come segno di rispetto o per tradizione.
Gli atteggiamenti riguardo ai testi sacri differiscono da religione a religione: alcune religioni rendono disponibili i propri testi scritti con la massima libertà, mentre altre sostengono che i segreti sacri devono rimanere nascosti a tutti tranne che al leale e all'iniziato (esoterismo); altre ancora fanno entrambe le cose, rendendo pubblici alcuni testi e riservandone altri ad una cerchia ristretta di iniziati.
La maggioranza delle religioni promulgano norme che definiscono i limiti dei testi sacri e che controllano o impediscono cambiamenti e aggiunte. Le traduzioni dei testi devono ricevere il benestare ufficiale, ma la lingua originale con cui era stato compilato il testo sacro ha spesso la preminenza assoluta.

## Testi sacri delle religioni
Elenco dei testi sacri usati nell'ambito delle varie religioni (in ordine alfabetico):

### Bahá'í
- Kitáb-i-Aqdas
- Kitáb-i-Íqán

### Buddhismo
- Canone pāli
- Canone cinese
- Canone tibetano

### Confucianesimo
- Lún Yǔ
- Yìjīng

### Cristianesimo
Bibbia cristiana:
- Antico Testamento
  - Pentateuco (Torah)
  - Libri storici
  - Profeti maggiori
  - Profeti minori
  - Scritti
  - Libri deuterocanonici
- Nuovo Testamento
  - Vangeli
  - Atti degli Apostoli
  - Lettere di Paolo e altre lettere cattoliche
  - Apocalisse di Giovanni

Nel mormonismo:
- La Bibbia cristiana
- Il Libro di Mormon
- Perla di gran prezzo
- Dottrina e Alleanze

### Ebraismo
- Tanach (Bibbia ebraica)
  - Torah
    - Talmud

  - Nevi'im
  - Ketuvim

### Induismo
- Shruti
  - Veda
  - Brāhmaṇa
  - Āraṇyaka
  - Upaniṣad
- Smriti
  - Kalpa
  - Śikṣā
  - Nirukta
  - Chandas
  - Jyotiṣa
  - Vyakāraṇa
  - Purāṇa
  - Dharmaśāstra
  - Nyāya
  - Mīmāṃsā
  - Rāmāyaṇa
  - Mahābhārata
    - Bhagavadgītā

### Islam
- Corano (Qur'an)

### Shintoismo
- Sam-bu-han-sho
  - Kujiki
  - Kojiki
  - Nihongi

### Sikhismo
- Guru Granth Sahib
- Dasam Granth Sahib

### Taoismo
- Canone taoista
  - Zhuāngzǐ
  - Daodejing
  - Lièzĭ

### Via Romana agli Dei
- Iliade
- Odissea
- Eneide

### Zoroastrismo
- Avestā Gatha